# Michel Trollé

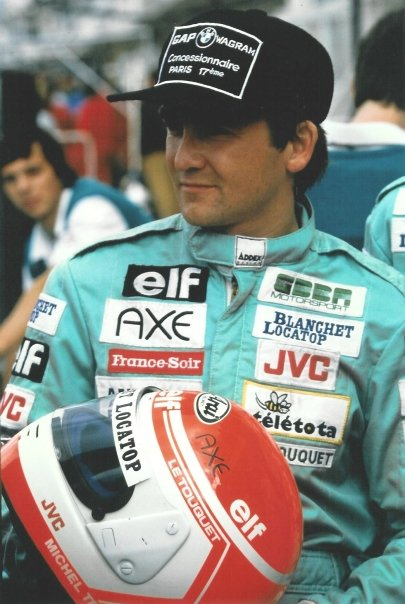
Michel Trollé

Michel Trollé (* 23. Juni 1959 in Lens) ist ein ehemaliger französischer Autorennfahrer.

## Motorsport

### Monopostorennen
Die Französische Formel-3-Meisterschaft brachte Mitte der 1980er-Jahre eine Fülle an Spitzenfahrern hervor, von denen einige den Weg in den internationalen Motorsport fanden. Zu ihnen gehörten die Brüder Alain und Michel Ferté, Yannick Dalmas, Pierre-Henri Raphanel, Olivier Grouillard, Éric Bernard, Jean Alesi, Érik Comas und Michel Trollé.
Bevor Trollé in die Formel 3 einstieg fuhr er mit einigem Erfolg Rennen in der Formel-Renault-Turbo und traf dort bereits zum ersten Mal auf die Gegner der späteren Formel-3-Duelle. Trollé wurde 1984 hinter Yannick Dalmas Meisterschaftszweiter; Lionel Robert wurde Siebter, Eric Bernard Achter und Jean Alesi Zehnter in diesem Championat. Der Umstieg in die Formel 3 brachte 1985 und 1986 jeweils den dritten Endrang in der französischen Meisterschaft; 1985 hinter Pierre-Henri Raphanel und Yannick Dalmas und 1986 hinter Dalmas und Jean Alesi.
Der Einstieg in die Formel 3000 vollzog sich nahtlos und 1987 bestritt er auf einem Lola T87/50 eine vollständige Saison in dieser Meisterschaft. Trollé gewann den Wertungslauf in Spa und wurde in der Meisterschaft, die Stefano Modena für sich entschied, Sechster. 1988 begann die Saison mit zwei dritten Plätzen in Jerez und Vallelunga, war aber auch geprägt von Ausfällen durch technische Defekte.
Im August 1988 kam es beim Training zum Rennen in Brands Hatch zu einem schweren Unfall von Trollé, der einschneidend war und letztlich die Karriere des Franzosen, wenn auch Jahre später, beendete. Zwei Minuten vor dem Ende des Samstagtrainings, nach dem Erzielen der schnellsten Rundenzeit, kam Trollé bei über 200 km/h von der Strecke ab und prallte mit voller Wucht in eine Leitschiene. Dabei bohrten sich Metallteile so unglücklich in das Fahrzeug, dass es fast zwei Stunden dauerte, bis der Franzose aus dem Wrack geboren werden konnte, um seine Beine nicht amputieren zu müssen. Insgesamt hatte er mehr als 45 Brüche an den Knöcheln, den Beinen und dem Knie. Zehn Tage nach dem Unfall wurde er nach Frankreich überstellt und wurde in Paris vom bekannten französischen Orthopäden Emil Letournel behandelt und vielfach operiert. Trollé lag vier Wochen im künstlichen Tiefschlaf, war sechs Monate im Krankenhaus und lernte nach einem weiteren halben Jahr im Rollstuhl mühsam wieder gehen. 
1990 versuchte er ein Comeback im Sportwagensport, hatte aber immer wieder gesundheitliche Probleme und gab die professionelle Rennfahrerei 1991 auf. Nach dem Ende der aktiven Karriere organisierte er Rallyeveranstaltungen und wurde Manager des kanadischen Rennfahrers Bruno Spengler.

### Sportwagenrennen
Neben den Rennen mit Rennfahrzeugen mit freistehenden Rädern war Trollé auch viele Jahre im Sportwagensport aktiv. Fünfmal war er beim 24-Stunden-Rennen von Le Mans am Start, wo er die beste Platzierung nach seinem Unfall 1990 mit dem siebten Endrang erreichte. Yves Courage ermöglichte ihm 1990 den Wiedereinstieg in den Motorsport, mit einem Vertrag für die Rennen der Sportwagen-Weltmeisterschaft 1990.

## Statistik

### Le-Mans-Ergebnisse
| Jahr | Team                    | Fahrzeug     | Teamkollege        | Teamkollege      | Platzierung | Ausfallgrund |
| ---- | ----------------------- | ------------ | ------------------ | ---------------- | ----------- | ------------ |
| 1986 | John Fitzpatrick Racing | Porsche 962C | Paco Romero        | Philippe Alliot  | Rang 10     |              |
| 1987 | Brun Motorsport         | Porsche 962C | Paul Belmondo      | Pierre de Thoisy | Ausfall     | Unfall       |
| 1988 | Italya Sport            | March 88S    | Danny Ongais       | Toshio Suzuki    | Ausfall     | Motorschaden |
| 1990 | Courage Compétition     | Cougar C24S  | Lionel Robert      | Pascal Fabre     | Rang 7      |              |
| 1991 | Courage Compétition     | Cougar C26S  | Claude Bourbonnais | Marco Brand      | Ausfall     | Defekt       |

### Einzelergebnisse in der Sportwagen-Weltmeisterschaft
| Saison | Team                | Rennwagen   | 1   | 2   | 3   | 4   | 5   | 6   | 7   | 8   | 9   | 10  | 11  |
| ------ | ------------------- | ----------- | --- | --- | --- | --- | --- | --- | --- | --- | --- | --- | --- |
| 1986   | Fitzpatrick Racing  | Porsche 962 | MON | SIL | LEM | NÜN | BRH | JER | NÜR | SPA | FUJ |     |     |
| 1986   | Fitzpatrick Racing  | Porsche 962 | 10  |     |     |     |     |     |     |     |     |     |     |
| 1987   | Brun Motorsport     | Porsche 956 | JAR | JER | MON | SIL | LEM | NÜN | BRH | NÜR | SPA | FUJ |     |
| 1987   | Brun Motorsport     | Porsche 956 |     | DNF |     |     |     |     |     |     |     |     |     |
| 1988   | Italya Sport        | March 88S   | JER | JAR | MON | SIL | LEM | BRÜ | BRH | NÜR | SPA | FUJ | SAN |
| 1988   | Italya Sport        | March 88S   |     | DNF |     |     |     |     |     |     |     |     |     |
| 1990   | Courage Compétition | Cougar C24S | SUZ | MON | SIL | SPA | DIJ | NÜR | DON | MOT | MEX |     |     |
| 1990   | Courage Compétition | Cougar C24S |     |     | 15  | DNF | 19  | 15  | DNF | DNF | 11  |     |     |
| 1991   | Courage Compétition | Cougar C26S | SUZ | MON | SIL | LEM | NÜR | MAG | MEX | AUT |     |     |     |
| 1991   | Courage Compétition | Cougar C26S |     | 10  | 9   | DNF |     |     |     |     |     |     |     |